# STS-51B
STS-51B — 7-й космический полёт МТКК «Челленджер» и 17-й полёт по программе «Спейс шаттл». Второй раз на борту шаттла находится лаборатория Европейского космического агентства «Spacelab».

## Экипаж
- Роберт Овермайер (2, последний) — Командир;
- Фредерик Грегори (1) — пилот;
- Дон Линд (единственный) — специалист по программе полёта 1;
- Норман Тагард (2) — специалист по программе полёта 2;
- Уильям Торнтон (2, последний) — специалист по программе полёта 3;
- Лодевейк Ван ден Берг (единственный) — специалист по полезной нагрузке 1;
- Тейлор Уэнг (единственный) — специалист по полезной нагрузке 2.

## Параметры полёта
- Вес:
  - Вес при старте: 111980 кг
  - Вес при приземлении: 96373 кг
  - Полезная нагрузка: 15610 кг
- Перигей: 346 км
- Апогей: 352 км
- Наклонение: 57,0°
- Период обращения: 91,5 мин

## Цель полёта
- Стыковка:
- Расстыковка:
- Продолжительность стыковки: суток час минут